# Pélmonostor vasútállomás
Pélmonostor vasútállomás (korábban Baranyavár-Pélmonostor vasútállomás, horvátul: Željeznički kolodvor Beli Manastir) egy horvátországi vasútállomás és határátkelőhely Pélmonostor községben, melyet a HŽ üzemeltet.

## Vasútvonalak
Az állomást az alábbi vasútvonalak érintik:
- Pélmonostor–Eszék-vasútvonal
- Pélmonostor–Kiskőszeg-vasútvonal
- Villány–Magyarbóly-vasútvonal

## Kapcsolódó állomások
A vasútállomáshoz az alábbi állomások vannak a legközelebb:
- Magyarbóly vasútállomás (Villány–Magyarbóly-vasútvonal)

## Forgalom
| Járat        | Útvonal | Gyakoriság   |
| ------------ | --- | ------------ |
| személyvonat | Pécs – Pécs-Külváros – Pécsbánya-Rendező – Pécsudvard – Szőkéd – Áta – Kistótfalu – Vokány – Palkonya – Villánykövesd – Villány – Magyarbóly (– Beli Manastir (Pélmonostor)) | Napi 4 pár   |
| személyvonat | Beli Manastir (Pélmonostor) – Čeminac (Laskafalu) – Darda (Dárda) – Osijek Dravski Most (Eszék Dráva-híd) – Osijek (Eszék)                                                   | 1-2 óránként |